# Морская болезнь
Морска́я боле́знь (кинето́з, ука́чивание, боле́знь движе́ния) — ощущение тошноты из-за монотонных колебаний (впервые люди столкнулись с этим феноменом при морских путешествиях, откуда и название). Морская болезнь может появляться не только на водном транспорте, но и в автомобиле, автобусе, поезде, самолёте, притом сила проявления болезни зависит от силы укачивания, и чаще всего ныне с морской болезнью сталкиваются при езде в автомобилях, особенно если в это время читать, пользоваться смартфоном или находиться в слишком тёплой для помещения одежде. Иногда с ней сталкиваются дети при долгом качании на качелях (так называемая «качельная болезнь»).
Женщины чаще страдают от морской болезни, чем мужчины. Но больше всех от морской болезни страдают дети 2—12 лет (в этом возрасте укачивает 81 % детей). Примерно 5—15 % населения страдают от морской болезни на протяжении всей своей жизни. Хотя в особенно неблагоприятных условиях (при сильной качке) укачать может любого, даже бывалого моряка.

## Причины морской болезни
Причины морской болезни до сих пор являются предметом научных исследований. Согласно теории В. И. Воячека, ведущая роль в возникновении укачивания принадлежит рецепторам вестибулярного аппарата. Эти рецепторы реагируют на изменения движения тела и передают сигналы о силе и характере этих ускорений в мозг.
Другая причина морской болезни — конфликт между сигналами, которые поступают в центральную нервную систему из вестибулярного аппарата и органов зрения. Например, такой конфликт может возникнуть в момент качки, когда человек находится внутри корабля или вагона поезда и не видит горизонта. Вестибулярный аппарат регистрирует повторяющиеся движения, а глаза видят неподвижные предметы.

## Предотвращение морской болезни
- Перед посадкой в транспорт желательно выпить тёплого чая. И если отправление у вас вечером, то утром не отказывайте себе в воде. А вот перед самим отправлением не пейте много воды, потому что жидкость внутри вас будет переливаться. После начала движения, наоборот, стоит открыть бутылку и пить воду маленькими глотками, шансы на укачивание уменьшатся.
- Во всё время путешествия пища, которую употребляет человек, страдающий морской болезнью, должна быть легко усваиваемой организмом.
- Следует приспосабливаться к колебательным движениям судна или поезда.

Как только судно пристаёт к берегу или входит в реку, морская болезнь обычно или совсем исчезает, или значительно облегчается. То же самое происходит, когда поезд набирает или замедляет ход, или подъезжает к станции. Во многих случаях уже на твёрдой земле ещё довольно длительное время продолжаются головокружения.
- Также среди моряков распространён приём сосания спичек. Следует достать две спички из коробки и, вставив между зубов, посасывать — это облегчает течение морской болезни. Спички не следует вставлять серными головками в рот, это, наоборот, усилит тошноту.
- Смотреть на горизонт. Причиной тошноты считается несоответствие поступающих сигналов от вестибулярного аппарата и органов зрения. Обращение внимания на заведомо неподвижные предметы (на море чаще всего это линия горизонта, на железной дороге — лес и линия горизонта на поле) помогает привести их в соответствие.
- Перебирайте ногами или сидя стучите ногами по полу с пятки на носок и т. п., как будто едете на поезде. Данные движения сведут к минимуму несоответствие сигналов от зрения и вестибулярного аппарата в мозг. Ваш вестибулярный аппарат будет передавать сигналы в мозг, как будто вы идёте по земле, а зрение будет подавать, хоть и незначительные, но сигналы движения (если не смотреть в одну точку).
- Также хорошим лечением будет обычный сон в/на транспортном средстве.
- А также рекомендуют сосательные леденцы или жевать жвачку. Желательно мятную.
- Многим помогает во время качки поедание цитрусовых, например апельсинов и лимонов (последние обычно просто обсасывают во рту).
- На ВМФ среди экипажей для борьбы с морской болезнью часто используют сухари и галеты, которые можно рассасывать в течение долгого времени.
- Тошноту и головокружение помогают снять эфирные масла мандарина, имбиря, мяты или гвоздики. Их можно нанести на шею либо запястья.
- В жаркие дни, на железной дороге и в электричке, а особенно на яхте, необходимо беречь себя от солнца, чтобы не получить перегрев, ведь он часто влечёт за собой и тошноту.
- Общая усталость тоже способствует укачиванию. Чтобы защитные функции организма и иммунитет были в порядке, необходимо хорошенько выспаться перед морской прогулкой.[5]
- Перед длительным морским плаванием рекомендуют наклеить пластырь со скополамином, который действует 72 часа[6].
- В 2024 году компания Apple представила функцию предотвращения укачивания на iPhone и iPad, которая войдет в iOS 18. С помощью неё анимированные точки по краям экрана устройства отображают изменения в движении автомобиля, чтобы уменьшить сенсорный конфликт[7].

## Профилактика морской болезни
- Примерно за две недели до выхода в море или путешествия по железной дороге следует прекратить употреблять жирную пищу, алкоголь, газированные напитки. Начать выпивать не менее двух литров жидкости в день.
- Следует в умеренных количествах употреблять продукты, содержащие витамин С, калий и минеральные вещества: конфеты, имбирное печенье, фрукты, чёрный шоколад, сухари.
- Если необходимо, то нужно спуститься в каюту, лечь и закрыть глаза. Если вы едете на поезде, то нужно пройти в купе, лечь в постель (на полку) и также закрыть глаза. Наиболее оптимально — заснуть.
- Согласно исследованиям специалистов НАСА возможна предварительная адаптация к симптомам морской болезни с целью их предупреждения во время выполнения ответственных заданий. Эксперименты с адаптацией к реверсии или инверсии поля зрения человека показали возможность предварительной адаптации человека к конфликтам зрительного анализатора с другими сигналами, поступающими в вестибулярную систему. Таким образом, специалисты НАСА подтвердили рекомендации Хьюберта Долизала, занимавшегося исследованием адаптации к оптическим трансформациям поля зрения. Рекомендации заключались в предварительной тренировке астронавтов, лётчиков и людей других специальностей, деятельность которых связана с вестибулярными конфликтами, с помощью инвертоскопа — прибора для инверсии поля зрения. Вестибуло-окулярный этап адаптации к инверсии поля зрения, вероятно, способен выступать в роли профилактической процедуры для предупреждения симптомов морской болезни в экстремальных условиях[8].
- При необходимости можно прибегнуть к употреблению лекарственных препаратов, предупреждающих «морскую болезнь», например, дименгидринат (торговые названия — «Драмина», «Сиэль», «Дедалон», «Дэдалон», «Novago» и др.). Но нужно обязательно читать инструкцию. От многих таких лекарственных препаратов клонит в сон, другим нежелательным эффектом может быть вызываемое ими вялое состояние. Если это случилось в электричке, то нужно на ближайшей остановке сойти с неё, присесть и, когда симптомы исчезнут, дождаться следующей электрички и продолжить поездку.